# Королевские воины
«Короле́вские во́ины» (иер. трад. 皇家戰士, упр. 皇家战士, кант.-рус.: Вон ка чинь си, англ. Royal Warriors) — гонконгский драматический боевик 1986 года, снятый режиссёром Дэвидом Чуном по сценарию Чан Каньчхёна с Мишель Кхан, Хироюки Санадой и Майклом Воном в главных ролях.

## Сюжет
Во время перелёта из Японии в Гонконг вооружённый бандит по кличке Забияка предпринимает попытку освободить своего соратника Тигра из-под стражи. К несчастью для них, на борту находятся гонконгская женщина-полицейский Мишель Ип, офицер безопасности аэропорта Майкл Вон и японский полицейский Ямамото. В ходе завязавшейся перестрелки оба преступника погибают.
Бешеный Бык, чьими товарищами были Тигр и Забияка, идёт на месть. Ему удаётся взорвать в машине жену и дочь Ямамото. После долгой погони за преступником в конечном итоге Ямамото и Ип упускают бандита. Желая завершить начатое, Бешеный Бык пытается убить троих полицейских в баре. Тем не менее, Ямамото расправляется с убийцей своих родных, выстреливая в него. Поскольку убито много невинных посетителей заведения, Ямамото помещён под временный домашний арест, а Ип приказывают взять отпуск.
Бандана, последний из четырёх товарищей-бандитов, берёт в заложники Вона, выстрелив ему в ногу, а вскоре выманивает Ип, подвесив Вона на крыше высотки. Не желая, чтобы она попала в ловушку убийцы, Вон развязывает трос, держащий его в воздухе, и разбивается насмерть, пролетев несколько этажей вниз.
Бандана откапывает и забирает гроб Вона, чтобы затем заманить Ип и Ямамото в ловушку. Двое полицейских разбираются с последним из банды и забирают гроб друга с собой.

## В ролях
| Актёр          | Роль                |
| -------------- | ------------------- |
| Мишель Кхан    | Мишель Ип           |
| Хироюки Санада | Ямамото             |
| Майкл Вон      | Майкл Вон           |
| Бай Ин         | Бандана             |
| Майкл Чань     | Тигр                |
| Лам Вай        | Бешеный Бык         |
| Кам Хинъинь    | Забияка Вон Хун     |
| Рэйко Нинна    | Юкико, жена Ямамото |

## Сборы в прокате
Премьера фильма в кинопрокате на территории Гонконга состоялась 26 июня 1986 года. По завершении показов, продлившихся до 16 июля, итоговые кассовые сборы «Королевских воинов» составили 14 575 873 гонконгских долларов. На Тайване картина вышла в начале 1986 года, 31 января, под альтернативным китайским названием 小蝦米對大鯨魚. Прокат, завершившийся 25 февраля, принёс фильму 8 837 280 тайваньских долларов.

## Номинации
| Кинопремия                                       | Категория            | Лауреат / претендент | Результат | Источник |
| ------------------------------------------------ | -------------------- | -------------------- | --------- | -------- |
| 6-я церемония награждения Гонконгской кинопремии | «Лучшая хореография» | Ман Хой              | Номинация | [ 4 ]    |